# Calycobolus gilgianus
Espèce
Calycobolus gilgianus, (Pilger) Heine, ou Prevostea gilgiana Pilger, est une espèce de lianes de la famille des Convolvulaceae et du genre Calycobolus, endémique du Cameroun.

## Étymologie
Son épithète spécifique gilgianus rend hommage au botaniste allemand Ernst Friedrich Gilg.

## Distribution
Très rare, endémique du Cameroun, elle n'a été observée qu'à Bipindi (Région du Sud) où elle a été récoltée en fleurs par Georg August Zenker en novembre 1905.